# 베를린 알트글리니케역
베를린 알트글리니케역(Bahnhof Berlin-Altglienicke)은 베를린 트레프토쾨페니크구 알트글리니케에 있는 베를린 S반의 철도역이다. 1940년에 베를린 화물 외곽순환선의 신호장으로 개업했고, 베를린 S반 영업은 1962년에 시작했다. 역 동쪽으로는 연방국도 96a호선이 지나간다.

## 역사
1940년 1월 1일에 베를린 화물 외곽순환선의 신호장으로 개통했다. 1948년까지는 여객 영업을 하지 않았다. 1948년 7월 26일에 여객 영업이 시작되었고 1951년 3월 21에 여객 영업이 중단되었다. 1955년 5월 22일에 여객 영업이 다시 시작했고, 1958년 6월 1일에 중단되었다.
1959년에는 베를린 쇠네펠트 공항 방면 S반 선로 건설이 계획되었다. 역 근처에 아우토반 분기점이 건설될 예정이었기 때문에 역 남쪽 선로가 북서쪽으로 휘어져 있다. 1962년 2월 26일에 공항 방면 선로의 역으로 S반 영업이 시작되었다. 역에는 승강장 1면이 설치되었으며, 역사는 승강장에 설치되었고 대합실과 매표소를 겸했다. S반 영업 시작 당시에는 단선 승강장이었으며, 1987년 6월 29일에 복선 선로가 설치되어 완전한 섬식 승강장이 되었다. 2010년에는 점자 블록과 엘리베이터가 설치되었다. 승강장 북쪽으로만 출구가 연결되어 있다.

## 인접 철도역
베를린 버스 160번과 환승할 수 있다.
| 베를린 S반                     | 베를린 S반 | 베를린 S반                   |
| ------------------------------ | ---------- | ---------------------------- |
| 아들러스호프 쥐트크로이츠 방면 | S45        | 그륀베르크알레 BER 공항 방면 |
| 요하니스탈 슈판다우 방면       | S9         | 그륀베르크알레 BER 공항 방면 |